# Lequincio Zeefuik
Lequincio Zeefuik (Ámsterdam, 26 de noviembre de 2004) es un futbolista neerlandés que juega de delantero en el AZ Alkmaar de la Eredivisie.

## Trayectoria
Tras ingresar en la cantera del F. C. Volendam en 2017, firmó su primer contrato profesional con el club en abril de 2021, con una duración de tres años. Marcó en su debut con el club el 25 de abril de 2021 a la edad de 16 años y 150 días, convirtiéndose en el jugador más joven en marcar durante su debut profesional en el fútbol neerlandés desde Henk Vos en 1984.

## Vida personal
Es hermano de los también futbolistas Deyovaisio Zeefuik y Género Zeefuik.

## Estadísticas

### Clubes
Actualizado al último partido disputado el 6 de octubre de 2024.
| Club                          | Div.          | Temporada     | Liga  | Liga  | Copas nacionales | Copas nacionales | Copas internacionales | Copas internacionales | Total | Total |
| Club                          | Div.          | Temporada     | Part. | Goles | Part.            | Goles            | Part.                 | Goles                 | Part. | Goles |
| ----------------------------- | ------------- | ------------- | ----- | ----- | ---------------- | ---------------- | --------------------- | --------------------- | ----- | ----- |
| F. C. Volendam · Países Bajos | 2.ª           | 2020-21       | 5     | 1     | 0                | 0                | —                     | —                     | 5     | 1     |
| F. C. Volendam · Países Bajos | 2.ª           | 2021-22       | 9     | 0     | 1                | 0                | —                     | —                     | 10    | 0     |
| F. C. Volendam · Países Bajos | 1.ª           | 2022-23       | 14    | 2     | 2                | 1                | —                     | —                     | 16    | 3     |
| F. C. Volendam · Países Bajos | 1.ª           | 2023-24       | 16    | 3     | 1                | 0                | —                     | —                     | 17    | 3     |
| F. C. Volendam · Países Bajos | Total club    | Total club    | 44    | 6     | 4                | 1                | 0                     | 0                     | 48    | 7     |
| Jong AZ · Países Bajos        | 2.ª           | 2023-24       | 2     | 0     | —                | —                | —                     | —                     | 2     | 0     |
| Jong AZ · Países Bajos        | 2.ª           | 2024-25       | 6     | 1     | —                | —                | —                     | —                     | 6     | 1     |
| Jong AZ · Países Bajos        | Total club    | Total club    | 8     | 1     | 0                | 0                | 0                     | 0                     | 8     | 1     |
| AZ Alkmaar · Países Bajos     | 1.ª           | 2023-24       | 6     | 0     | 1                | 0                | —                     | —                     | 7     | 0     |
| AZ Alkmaar · Países Bajos     | 1.ª           | 2024-25       | 3     | 0     | 0                | 0                | 0                     | 0                     | 3     | 0     |
| AZ Alkmaar · Países Bajos     | Total club    | Total club    | 9     | 0     | 1                | 0                | 0                     | 0                     | 10    | 0     |
| Total carrera                 | Total carrera | Total carrera | 61    | 7     | 5                | 1                | 0                     | 0                     | 66    | 8     |